# Hyssia stellipars
Hyssia stellipars är en fjärilsart som beskrevs av Dyar 1927. Hyssia stellipars ingår i släktet Hyssia och familjen nattflyn. Inga underarter finns listade i Catalogue of Life.